# Tirreno-Adriático 2001
La XXXVI edición del Tirreno-Adriático se disputó entre el 14 y el 21 de marzo de 2001 con un recorrido de 1155 kilómetros con salida en Sorrento y llegada a San Benedetto del Tronto. El ganador de la carrera fue el italiano Davide Rebellin del Liquigas-Pata.

## Etapas
| Etapa | Fecha       | Recorrido                                  | km    | Ganador           | Líder            |
| ----- | ----------- | ------------------------------------------ | ----- | ----------------- | ---------------- |
| 1ª    | 14 de marzo | Sorrento - Sorrento                        | 132,0 | Biagio Conte      | Biagio Conte     |
| 2ª    | 15 de marzo | Sorrento - Benevento                       | 163,0 | Endrio Leoni      | Biagio Conte     |
| 3ª    | 16 de marzo | Benevento - Santuario di Castelpetroso     | 156,0 | Markus Zberg      | Dimitri Konyshev |
| 4ª    | 17 de marzo | Isernia - Celano                           | 170,0 | Davide Rebellin   | Davide Rebellin  |
| 5ª    | 18 de marzo | Campli - Torricella Sicura (CRI)           | 14,2  | Roberto Petito    | Serguei Ivanov   |
| 6ª    | 19 de marzo | Torre San Patrizio - Monte San Pietrangeli | 136,0 | Romāns Vainšteins | Sergei Ivanov    |
| 7ª    | 20 de marzo | Fermo - Ortezzano                          | 223,0 | Michael Boogerd   | Davide Rebellin  |
| 8ª    | 21 de marzo | S.B del Tronto - S.B del Tronto            | 161,0 | Endrio Leoni      | Davide Rebellin  |

## Clasificaciones finales

### General
| Posición | Ciclista         | Equipo        | Tiempo      |
| -------- | ---------------- | ------------- | ----------- |
| 1        | Davide Rebellin  | Liquigas-Pata | 29h 41' 09" |
| 2        | Gabriele Colombo | Cantina Tollo | m. t.       |
| 3        | Michael Boogerd  | Rabobank      | + 3"        |
| 4        | Paolo Savoldelli | Saeco         | + 6"        |
| 5        | David Plaza      | Festina       | + 8"        |
| 6        | Roberto Petito   | Fassa Bortolo | + 13"       |
| 7        | Oskar Camenzind  | Lampre-Daikin | + 27"       |
| 8        | Beat Zberg       | Rabobank      | + 28"       |
| 9        | Carlos Sastre    | ONCE          | + 34"       |
| 10       | Ruslan Ivanov    | Alessio       | + 35"       |